# ВИД
АО «Телекомпания ВИD» (брендовое наименование до 2020 года — «ВИDgital»; до 5 октября 2017 года и после 2020 года — ВИD, сокращённое от «Взгляд и Другие») — советская/российская телекомпания, производящая телевизионные проекты, развлекательные программы, ток-шоу и документальное кино.

## История

### 1990—2000
Телекомпания была основана 26 апреля 1990 года сотрудниками вечерней информационно-музыкальной программы «Взгляд» Владиславом Листьевым, Александром Любимовым, Андреем Разбашом, Александром Политковским, Иваном Демидовым и Александром Горожанкиным. Для закупки у неё проектов вместо Главной редакции программ для молодёжи ЦТ была создана Студия «Эксперимент», получившая в 1991 статус юридического лица и право на размещение рекламы, которое переходило к телекомпании в обмен на подготовленные ею передачи.
В период с 1990 по 1991 год телекомпания транслировала клипы MTV на первой программе ЦТ, а с 1993 по 1994 транслировала данную программу в ночном эфире на канале Останкино. Лицензиатом выступила BiZ Enterprises Бориса Зосимова.
С 1990 по 1994 год по пятницам в вечернем и ночном телеэфире 1-й программы ЦТ, а затем и 1-го канала «Останкино» транслировался блок программ «ВИD представляет», состоявший из передач собственного производства телекомпании ВИD.
Летом 1993 года совместно с фирмой «Интервидеокоммерс», осуществлявшей закупку для РГТРК «Останкино» иностранных художественных фильмов, было создано АОЗТ Корпорация «ИнтерВИD», осуществлявшее размещение рекламы в программах телекомпании ВИD и теленовеллах. Однако вскоре функции посредника при закупке последних перешла к компании «Премьер-Фильм», связанной с рекламным агентством «Премьер-СВ».
С 1994 по 1995 год вместе с ATV и REN-TV входила в «Ассоциацию независимых телепроизводителей», которая в 1995 году выступила одним из инициаторов создания ОРТ, к которому 1 апреля 1995 года перешло вещание 1-го федерального телеканала; телекомпания стала одним из крупнейших производителей программ для него (среди прочих передач она стала производить политическое ток-шоу «Один на один», выходившую раз в неделю и музыкальную телевикторину «Угадай мелодию», выходившую в эфир три раза в неделю), осенью 1995 года укрепив свои позиции.
В условиях экономического кризиса 1998 года были нужны новые менеджерские идеи, тогда генеральный директор телекомпании ВИD Лариса Синельщикова совместно с Александром Любимовым приняли решение о расширении собственного телевизионного производства, поддержанное генеральными директорами ОРТ и РТР Игорем Шабдурасуловым и Александром Акоповым. Это позволило телекомпании в 1999 году стать определяющим производителем контента ОРТ, что сделало её лидером российского телевизионного рынка как по репутационным, так и по финансовым показателям.
В сентябре-ноябре 1998 года на РТР выходит утренняя программа «Доброе утро, Россия!», подготовленный телекомпанией совместно с творческой мастерской Игоря Шестакова.

### 2000 — настоящее время
В 2000 году благодаря количеству производимого контента телекомпания ВИD решила участвовать в объявленном Министерством печати Российской Федерации конкурсе на право вещания на 3 ТВК. 19 апреля 2000 года в своём интервью Лариса Синельщикова объяснила своё решение тем, что «мечта всякого производителя — когда-нибудь обзавестись собственным домом. Жизнь независимого производителя на любом канале скорее напоминает жизнь в общежитской комнате, всегда хочется обзавестись собственным домом, особенно если количества „произведённых“ родственников хватает на целое общежитие». При этом, по её мнению, «московскому правительству хочется иметь сильный и достойный канал. У нас та же цель». Концепция вещания и технико-экономическое обоснование были подготовлены из расчёта, что годовой бюджет нового канала должен был составлять около $30 млн. Однако, несмотря на то, что голоса членов конкурсной комиссии распределились поровну между ВИD и владельцем частоты ОАО «ТВ Центр», благодаря решающему голосу председателя комиссии, главы Минпечати Михаила Лесина, 24 мая 2000 года телеканал «ТВЦ» выиграл конкурс и продолжил вещание на третьей кнопке.
В 2001—2002 годах телекомпания становится учредителем группы компаний ВИD. В рамках реорганизации телекомпании из её состава выходят «ВИD-Дизайн», впоследствии переименованный в «Первое поле», «Общество открытых окон», «Путевые советы», «Крылья-Медиа» и ряд других.
17 ноября 2001 года ВИD представил зрителям первый сезон проекта «Последний герой» — российский аналог американского реалити-шоу «Survivor», основанного на возможности зрителей не просто наблюдать за перипетиями борьбы, а подсматривать за личной жизнью незнакомых людей.
В 2002 году Министерством печати Российской Федерации был объявлен конкурс на котором была выставлена частота 23 ТВК в Москве и сеть его распространения, где осуществлялось вещание телеканала «Даръял ТВ». ВИD принял участие в конкурсе с концепцией «Пятый канал». Однако эта концепция, как и ни одна другая из претендентов которые были представлены в комиссию всеми участниками конкурса, не набрала необходимого количества голосов для победы, и Федеральная конкурсная комиссия признала конкурс несостоявшимся. Вещание «Даръял ТВ» продолжилось на тех же частотах.
В 2007 году между акционерами ВИD произошёл конфликт, в результате которого количество телевизионного контента, производимого телекомпанией, резко сократилось.
В декабре 2014 года в ВИD после семи лет работы на телеканалах «Россия» и РБК вернулся Александр Любимов, занявший в ней должность президента. При этом из телекомпании ушёл Сергей Кушнерёв, а за ним и вся творческая группа программы «Жди меня». Акции ВИD, принадлежавшие Кушнерёву, перешли к Любимову за 2 500 рублей.
В сентябре 2017 года стало известно, что передача «Жди меня» больше не будет выходить на «Первом канале». По информации федеральных СМИ, контракт «Первого канала» и телекомпании ВИD на производство программы не был подписан из-за «кадровой политики новой команды программы»: стороны не смогли договориться о кандидатуре нового ведущего. Её бывшее место в эфирной сетке было окончательно занято выпусками программы «Время покажет».
6 октября 2017 года телекомпания ВИD изменила название на ВИDgital («Виджитал»). По словам Александра Любимова, это связано с тем, что «мы начинаем двигаться серьёзно в интернет. Там можно экспериментировать, там можно искать какие-то новые повороты, новые интонации, новые идеи». Также поменялась заставка — теперь жаба заползает на керамическую маску, изображающую голову Го Сяна, который в конце улыбается.
С 27 октября 2017 года производимая телекомпанией программа «Жди меня» выходит на НТВ.
В 2020 году компания отказалась от бренда ViDgital и вернулась к первоначальному названию «ВИD».
30 ноября 2021 года стало известно о том, что «Первый канал» решил не продлевать контракт с телекомпанией «ВИD» на производство программы «Поле чудес» в связи с нецелесообразностью заключения нового договора на предложенных каналу изменившихся условиях. Таким образом, программа «Жди меня» на текущий момент стала единственной, производимой телекомпанией.

## Логотип
Мы хотели, чтобы символ был «живой», тогда все увлекались компьютерной графикой, а нам хотелось живой артефакт. Думали в сторону MGM, где львёнок рычит, но мы не хотели животных, хотели символ. А Восток богат всякими символами [...]Александр Любимов
Специально для этого Андрей Разбаш поехал в Музей Востока за помощью к будущей жене Владислава Листьева Альбине Назимовой, работавшей на тот момент там реставратором. Из предложенных ею вариантов Разбаш выбрал керамическую голову древнекитайского даосского философа Го Сяна с трёхлапой жабой на голове. Среди зрителей, не изучавших вопрос появления маски, распространено мнение, что маска очень похожа на лицо Ельцина. В разных восточных культурах данный символ трактуется по-разному: где-то он символизировал духовное богатство, где-то — могущество, а где-то — финансовое богатство.
Единственная проблема, что у этой маски были гигантские уши, как у Чебурашки. И мы чего-то сидели, смотрели на неё и думали: «Ну это какая-то лажа, какой-то страшный чебурашка», но уши отрезали на компьютере и сразу всё пошло.Александр Любимов
Звуковое сопровождение к знаменитой заставке с падающим шаром написал советский композитор Владимир Рацкевич.
В 2017 году логотип кардинально изменили — знаменитой маске «вернули» уши, максимально приблизив к оригинальному прообразу. Жаба, которая ранее была частью маски, стала настоящей. Современный логотип больше не выглядит пугающим.
Логотип ВИДа получил множество прозвищ, некоторые из которых: «Глиняная маска», «Гипсовая маска», «Страшная морда» и т. п. Логотип ошибочно сравнивался с лицом Бориса Ельцина.

## Руководство и акционеры

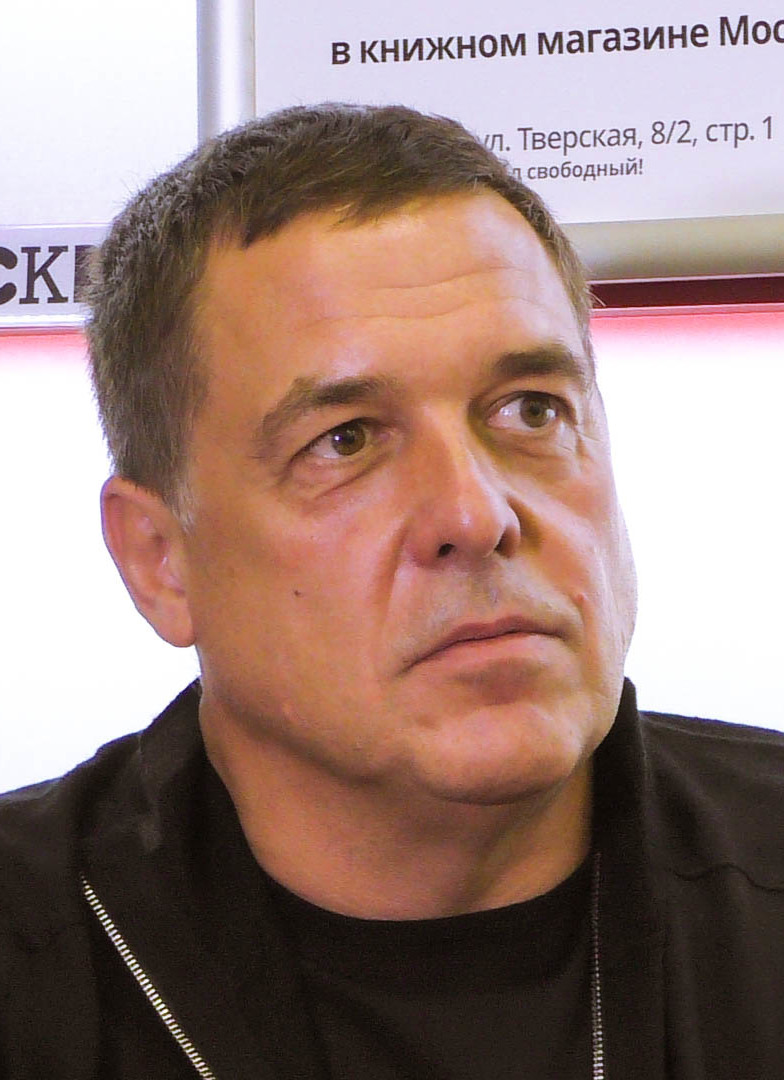
Александр Любимов на презентации книги «ВИD на ремесло: как превратить талант в капитал»

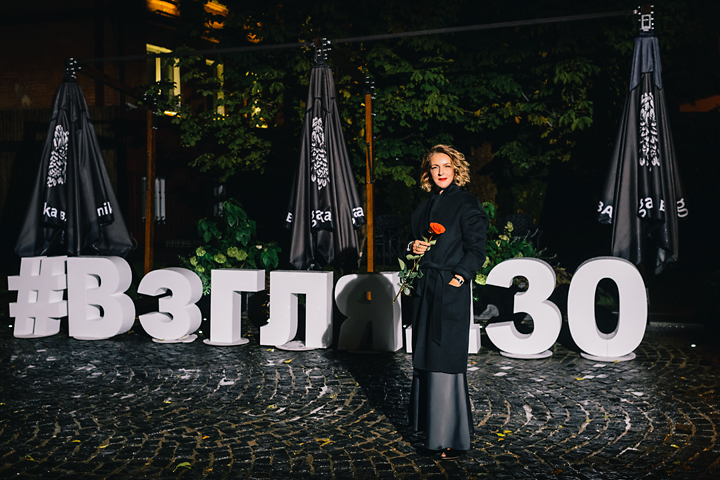
Лариса Синельщикова на праздновании юбилея программы «Взгляд»

С 1993 года президентом телекомпании ВИD являлся Владислав Листьев. После убийства Листьева с марта 1995 года по апрель 1998 года руководство телекомпанией осуществлял Александр Любимов.
В апреле 1998 года по приглашению Любимова генеральным директором телекомпании становится Лариса Синельщикова, ранее занимавшая должность вице-президента телеканала ТВ-6.
В 1999 году произошла смена акционеров компании. Новыми акционерами ВИD стали Лариса Синельщикова и Сергей Кушнерёв. Из числа прежних акционеров в результате сделки, сумма которой участниками не разглашалась, остался только Александр Любимов.
К началу 2007 года между основными акционерами ВИD Александром Любимовым и Ларисой Синельщиковой возникли разногласия по поводу дальнейшей стратегии развития компании. «Первому каналу» был необходим эффективный и современный производитель, который смог бы производить контент за короткие сроки и низкие цены. Синельщикова предлагала реализацию давно сформировавшейся у неё идеи «зонтичного бренда», что должно было диверсифицировать управление компанией путём распределения человеческих и финансовых ресурсов и привести к увеличению общей прибыли акционеров. Эта идея не была поддержана Любимовым, что привело к уходу Синельщиковой из ВИD и последующей реализации идеи «зонтичного бренда» в созданной ей собственной телекомпании полного цикла «Красный квадрат». В новую компанию вслед за Синельщиковой ушло большинство сотрудников ВИD. В результате этого «Первый канал» прекратил активное сотрудничество с ВИD.
После конфликта в производстве у телекомпании остались только три передачи — «Поле чудес» (с 2022 года производится компанией «Поле-ТВ»), «Жди меня» (перешедшая в сентября 2017 года на НТВ) и «Служу Отчизне!» (перешедшая в 2016 году с Первого канала на ОТР и окончательно закрытая 27 декабря 2020 года). «Непутёвые заметки» стало производить турагентство Дмитрия Крылова «Путевые советы», а производство остального контента перешло к «Красному квадрату».
С конца 2014 года единственным акционером ВИD (впоследствии — ВИDgital) является Александр Любимов.

## Программы, производившиеся телекомпанией ВИD
| Название программы                                                                        | Даты эфира                                                                                            | Канал(ы) | Ведущий(е) | Продюсер(ы) | Жанр                                                                                    |
| ----------------------------------------------------------------------------------------- | --- | --- | --- | --- | --------------------------------------------------------------------------------------- |
| Взгляд                                                                                    | 2 октября 1987 — 25 августа 1991; 27 мая 1994 — 23 апреля 2001                                        | Первая программа ЦТ, 1-й канал Останкино, ОРТ | Владислав Листьев, Александр Политковский, Александр Любимов, Сергей Бодров-младший | Александр Любимов (1994—2001) | общественно-политическая программа                                                      |
| Шоу-биржа                                                                                 | 5 октября 1990 — 29 мая 1992                                                                          | Первая программа ЦТ, 1-й канал Останкино | Саша Турсунова | | музыкальное ток-шоу                                                                     |
| Веди                                                                                      | 5 октября 1990 — 8 марта 1995                                                                         | Первая программа ЦТ, 1-й канал Останкино | Дмитрий Захаров | Дмитрий Захаров | ретро-новости                                                                           |
| Эльдорадо                                                                                 | 5 октября 1990 — 28 декабря 1993                                                                      | Первая программа ЦТ, 1-й канал Останкино | Александр Чар, Вадим Белозёров | | передача о паранормальных явлениях                                                      |
| Синематограф                                                                              | 5 октября 1990—1991                                                                                   | Первая программа ЦТ | | | программа о старом кино                                                                 |
| Программа 500                                                                             | 5 октября 1990 — 25 января 1991                                                                       | Первая программа ЦТ | | | программа об экономике                                                                  |
| Поле чудес                                                                                | 25 октября 1990 — 17 декабря 2021                                                                     | Первая программа ЦТ, 1-й канал Останкино, ОРТ/Первый канал | Владислав Листьев, с 1 ноября 1991 — Леонид Якубович | Владислав Листьев (1990—1991), Алексей Мурмулёв (1990—1992), Андрей Разбаш (1995—1997), Анатолий Гольдфедер (1998—2020), Лариса Синельщикова (2003—2005), Леонид Якубович (с 2003) | телеигра, капитал-шоу                                                                   |
| Матадор                                                                                   | 5 января 1991 — 20 мая 1995                                                                           | Первая программа ЦТ, 1-й канал Останкино, ОРТ, НТВ (1994) | Константин Эрнст | Константин Эрнст, Михаил Котов | публицистическая программа, посвящённая культуре, кино, моде                            |
| МузОбоз (позже — Обоз, ОБОZZZ-шоу)                                                        | 2 февраля 1991 — 2 января 2000                                                                        | Первая программа ЦТ, 1-й канал Останкино, ОРТ, ТВ-6 | Иван Демидов, позже — Отар Кушанашвили, Лера Кудрявцева | Иван Демидов, Александр Горожанкин | музыкальная программа                                                                   |
| Скетч                                                                                     | 1991                                                                                                  | Первая программа ЦТ | | | развлекательная программа                                                               |
| Дело                                                                                      | 19 апреля 1991 — 26 декабря 1994                                                                      | Первая программа ЦТ, 1-й канал Останкино | Леонид Парфенов, Александр Пожаров и Игорь Письменный | | экономическая программа                                                                 |
| Да!                                                                                       | 1991 — март 1993                                                                                      | Первая программа ЦТ, 1-й канал Останкино | Андрей Черкизов | | авторская аналитическая программа, ток-шоу                                              |
| Хит-конвейер                                                                              | 22 ноября 1991 — 11 августа 1997                                                                      | Первая программа ЦТ, 1-й канал Останкино, ОРТ | Михаил Борзин | | музыкальная программа                                                                   |
| 13-31                                                                                     | 29 ноября 1991 — 27 ноября 1992 (вышло три выпуска)                                                   | Первая программа ЦТ, 1-й канал Останкино | Эрнест Мацкявичюс | | развлекательная программа                                                               |
| Девятка                                                                                   | 14 января 1992 — 8 марта 1993                                                                         | 1-й канал Останкино, 4-й канал Останкино | | | музыкальная программа, подборка лучших видеоклипов                                      |
| Политбюро                                                                                 | 17 января 1992—1994; 2 сентября 1994 — 10 марта 1995 (с перерывом)                                    | 1-й канал Останкино | Александр Политковский, Андрей Калитин | | общественно-политическая программа                                                      |
| Госпожа Удача                                                                             | 25 января 1992 — 1 января 1993                                                                        | 1-й канал Останкино | Оксана Пушкина | | документальная программа                                                                |
| Тема                                                                                      | 31 января 1992 — 4 марта 2000                                                                         | 1-й канал Останкино, ОРТ | Владислав Листьев, с 1994 — Лидия Иванова, с 1995 — Дмитрий Менделеев, с 1996 и до закрытия — Юлий Гусман | Владислав Листьев (1992—1995), Андрей Разбаш (1995—2000) | ток-шоу                                                                                 |
| Авто-шоу                                                                                  | 10 февраля 1992 — 27 марта 1995                                                                       | 1-й канал Останкино | Николай Петров, Александр Пикуленко | | тематическая программа (об автомобилях)                                                 |
| Красный квадрат                                                                           | 12 января 1992 — 18 декабря 1993                                                                      | 1-й канал Останкино | Александр Любимов, Денис Молчанов | | общественно-политическая программа                                                      |
| Отдыхай!                                                                                  | 24 мая 1992 — 17 сентября 1993                                                                        | 1-й канал Останкино | Анна Мунтян, Елена Лазыкина | | развлекательная программа                                                               |
| Программа Х                                                                               | 5 июня 1992 — 20 сентября 1994                                                                        | 1-й канал Останкино, 4-й канал Останкино | Александр Олейников | | программа о кино                                                                        |
| Звёздный час                                                                              | 19 октября 1992 — 28 декабря 2001                                                                     | 1-й канал Останкино, ОРТ | Игорь Бушмелев и Елена Шмелёва, с апреля 1993 — Сергей Супонев | Владислав Листьев (1992—1995), Андрей Разбаш (1995—1999), Элла Комарова (1999—2001)                                                                                                | детская программа, телевикторина                                                        |
| Человек недели                                                                            | 23 октября 1992 — 4 марта 1997                                                                        | 1-й канал Останкино, ОРТ | Андрей Черкизов, Елена Саркисян | | аналитическая программа                                                                 |
| L-клуб                                                                                    | 8 февраля 1993 — 29 декабря 1997                                                                      | 1-й канал Останкино, с 1 сентября 1993 — РТР | Леонид Ярмольник | Владислав Листьев (1993—1995), Марго Кржижевская | телеигра                                                                                |
| Академия (Академия полезных советов)                                                      | 14 января — 3 сентября 1994                                                                           | 1-й канал Останкино | Александр Цекало, Лолита Милявская | Александр Любимов, Иван Демидов | музыкальная программа                                                                   |
| Телескоп                                                                                  | 14 февраля 1994 — 27 декабря 1997                                                                     | 1-й канал Останкино, ОРТ (с 15 августа 1996 — РТР) | Дмитрий Крылов, с 1996 — Валентина Леонтьева, Игорь Кириллов | | тематическая программа (о телевидении)                                                  |
| Час пик                                                                                   | 30 мая 1994 — 26 ноября 1998                                                                          | 1-й канал Останкино, ОРТ | Владислав Листьев, Сергей Шатунов, Дмитрий Киселёв, Андрей Разбаш | Владислав Листьев (1994—1995), Андрей Разбаш (1995—1998) | актуальное интервью, аналитическое ток-шоу                                              |
| Окно в Европу                                                                             | 11 сентября 1994 — 7 сентября 1996; февраль 1999                                                      | 1-й канал Останкино, ОРТ (самостоятельная программа), ТВ-6 (1999, рубрика программы «День за днём»)                                                                                        | Дмитрий Киселёв | | публицистическая программа                                                              |
| Пост-музыкальные новости                                                                  | 20 июня 1994 — 27 сентября 1996                                                                       | ТВ-6 | Татьяна Семкив, Алла, Роман Скворцов, Александра Панфилова, Николай Табашников | Иван Демидов, Александр Горожанкин | информационно-музыкальная программа                                                     |
| Экслибрис                                                                                 | 23 сентября 1994 — 15 августа 1997                                                                    | 1-й канал Останкино, ОРТ | Игорь Кириллов | | тематическая программа (о книгах)                                                       |
| Серебряный шар                                                                            | 29 сентября 1994 — 7 июня 2003                                                                        | 1-й канал Останкино, ОРТ/Первый канал | Виталий Вульф | Андрей Разбаш (2001—2003) | авторская документальная программа                                                      |
| Акулы пера                                                                                | 2 января 1995 — 28 декабря 1998                                                                       | ТВ-6 | Илья Легостаев | Иван Демидов, Александр Горожанкин | музыкальное ток-шоу                                                                     |
| Один на один                                                                              | 2 апреля 1995 — 28 сентября 1997                                                                      | ОРТ | Александр Любимов | Дмитрий Кончаловский | аналитическая программа, политические дебаты                                            |
| Угадай мелодию                                                                            | 3 апреля 1995 — 1 июля 1999 и 27 октября 2003 — 1 июля 2005                                           | ОРТ/Первый канал | Валдис Пельш | Юрий Николаев (1995), Андрей Разбаш (1995—1999), Лариса Синельщикова (2003—2005), Александр Любимов (2003—2004)                                                                    | музыкальная программа, телеигра                                                         |
| Скандалы недели (с 7 июля по 1 сентября 2001 — «Скандалы…», с 28 сентября 2001 — «Нравы») | 11 апреля 1995 — 26 октября 2001                                                                      | ТВ-6 | Андрей Добров, Сергей Соколов, Пётр Толстой | Иван Демидов, Сергей Кушнерёв | бытовая программа                                                                       |
| Партийная зона                                                                            | 17 сентября 1995 — 19 июня 1998                                                                       | ТВ-6 | Лера Кудрявцева, Отар Кушанашвили | Иван Демидов, Александр Горожанкин | музыкальная программа                                                                   |
| Диск-канал                                                                                | 4 сентября 1995 — 29 июня 2001                                                                        | ТВ-6 | Илья Легостаев, Анфиса Чехова, Татьяна Семкив, Кристина Кейта, Алла, Фёдор Баландин, Айрат Дашков, Роман Скворцов, Отар Кушанашвили, Николай Табашников, Карина Милитонян, Евгения Готлиб, Кирилл Немоляев, Николай Семашко | Иван Демидов, Александр Горожанкин | музыкальная программа                                                                   |
| Территория ТВ-6                                                                           | 16 октября 1995 — 15 мая 1999                                                                         | ТВ-6 | Александр Политковский | | бытовая программа                                                                       |
| Непутёвые заметки                                                                         | 7 апреля 1996 — 28 апреля 2002                                                                        | ОРТ | Дмитрий Крылов | Дмитрий Крылов | познавательная программа                                                                |
| Сделай шаг                                                                                | 25 апреля 1996 — 27 декабря 1998                                                                      | ТВ-6 | Михаил Кожухов | Иван Демидов, Сергей Кушнерёв | ток-шоу                                                                                 |
| Частный случай                                                                            | 1 октября 1996 — 1 января 1998                                                                        | ТВ-6 | Игорь Воеводин, с марта 1997 — Александр Гордон | Иван Демидов | бытовая программа                                                                       |
| Как это было                                                                              | 4 октября 1997 — 15 мая 2002                                                                          | ОРТ | Олег Шкловский | Александр Любимов, Андрей Разбаш, Сергей Кушнерёв | документальная программа                                                                |
| Эти забавные животные                                                                     | 4 октября 1997 — 25 января 1999                                                                       | ОРТ | Светлана Лоншакова, Валдис Пельш, Максим Леонидов (посезонно) | Андрей Разбаш, Сергей Супонев | телеигра                                                                                |
| Акулы политпера                                                                           | 20 октября 1997 — 25 декабря 1998                                                                     | ТВ-6 | Алексей Говорухин | Иван Демидов | молодёжно-политическая программа                                                        |
| Женские истории                                                                           | 26 ноября 1997 — 9 марта 2001                                                                         | ОРТ | Оксана Пушкина, с 1999 — Татьяна Пушкина | Сергей Кушнерёв | документальная программа                                                                |
| Чердачок Фруттис                                                                          | 5 декабря 1997 — 4 сентября 1999                                                                      | ОРТ, ТВ-6 | Братья Пилоты | Андрей Разбаш | развлекательная программа                                                               |
| Жди меня (до 2000 — Ищу тебя)                                                             | 14 марта 1998 — настоящее время                                                                       | РТР (1998), ОРТ/Первый канал (1999—2017), НТВ (2017—н. в.), Интер (2005—2022), ОНТ (2009—2017), Первый канал «Евразия» (2011—н. в.), Prime (2010—2017), CCTV (2010), Армения 1 (2012—2013) | Оксана Найчук (1998), Игорь Кваша (1998—2012), Мария Шукшина (1999—2014), Чулпан Хаматова и Александр Домогаров (2005—2006, замена), Михаил Ефремов (2009—2014), Егор Бероев (2014), Александр Галибин и Ксения Алфёрова (2014—2017), Юлия Высоцкая, Сергей Шакуров, Григорий Сергеев (2017—2018), Александр Лазарев и Татьяна Арнтгольц (с 2018) | Андрей Разбаш (ген., 1998—2000), Татьяна Собченко (1998—2000), Сергей Кушнерёв (2000—2014), Юлия Будинайте (2014—2017), Александр Любимов (с 2017)                                 | ток-шоу                                                                                 |
| Завещания XX века                                                                         | 17 марта 1998 — 9 июня 1999                                                                           | Культура | Генрих Боровик | Сергей Кушнерёв | документальная программа                                                                |
| Доброе утро, Россия!                                                                      | 7 сентября — 23 октября 1998                                                                          | РТР | Андрей Негру, Марина Могилевская и др. | Андрей Разбаш | утренний телеканал                                                                      |
| 1-я студия                                                                                | 19 — 24 октября 1998                                                                                  | РТР | Андрей Разбаш | Андрей Разбаш | информационно-аналитическая программа                                                   |
| Здесь и сейчас                                                                            | 30 ноября 1998 — 28 июня 2001                                                                         | ОРТ | Александр Любимов | Александр Любимов, Сергей Кушнерёв, Лариса Синельщикова | аналитическая программа, с сентября 1999 — аналитическое приложение к программе «Время» |
| Вечер с Юлием Гусманом                                                                    | 2 апреля, 6 ноября 1999 (вышло два выпуска)                                                           | ОРТ | Юлий Гусман | Андрей Разбаш | развлекательное ток-шоу                                                                 |
| Угадай и компания                                                                         | 20 ноября 1999 — 12 августа 2000                                                                      | ОРТ | Валдис Пельш | Андрей Разбаш | музыкальная программа, телеигра                                                         |
| Академия собственных Ашибок                                                               | 15 — 26 мая 2000                                                                                      | М1 | Братья Пилоты | Андрей Разбаш | развлекательно-политическая программа                                                   |
| Другая жизнь                                                                              | 30 сентября — 14 октября 2000                                                                         | ОРТ | Чулпан Хаматова, Галина Волчек | Сергей Кушнерёв | ток-сериал                                                                              |
| Независимое расследование                                                                 | 12 июля 2001 — 7 апреля 2003                                                                          | ОРТ/Первый канал | Николай Николаев | Олег Вольнов | общественно-политическая программа                                                      |
| Сати                                                                                      | 27 сентября 2001 — 10 января 2004                                                                     | ОРТ/Первый канал | Сати Спивакова | Лариса Синельщикова, Сергей Кальварский | документальная программа                                                                |
| Последний герой                                                                           | 17 ноября 2001 — 25 декабря 2004                                                                      | ОРТ/Первый канал | Сергей Бодров-младший, Дмитрий Певцов, Николай Фоменко, Александр Домогаров, Владимир Меньшов | Константин Эрнст, Александр Любимов, Сергей Кушнерёв, Лариса Синельщикова | реалити-шоу                                                                             |
| Крылья                                                                                    | 5 декабря 2001 — 21 августа 2005                                                                      | ОРТ/Первый канал | Андрей Разбаш | Андрей Разбаш | программа об авиации                                                                    |
| Детали. Жизнь подробно (Детали)                                                           | 2 сентября — 22 ноября 2002                                                                           | СТС | Тина Канделаки | Алексей Востриков | ток-шоу                                                                                 |
| Гарем                                                                                     | 6 сентября — 8 ноября 2002                                                                            | СТС, 1+1 | Алёна Свиридова и Алина Кабаева | Андрей Разбаш, Александр Роднянский, Владимир Оселедчик | реалити-шоу                                                                             |
| Кресло                                                                                    | 7 сентября 2002 — 6 июня 2004                                                                         | СТС | Федор Бондарчук | Александр Любимов, Лариса Синельщикова | телеигра                                                                                |
| Служу Отчизне!                                                                            | 27 апреля 2003 — 27 декабря 2020                                                                      | Первый канал (2003—2016), ОТР (2016—2020) | Борис Галкин (2003—2018), Вячеслав Корнеев (2018—2019, 2020), Сергей Губанов (2019—2020) | Александр Любимов | военно-патриотическая программа                                                         |
| Фабрика звёзд                                                                             | 5 сентября — 12 декабря 2003; 12 марта — 11 июня 2004; 17 сентября — 24 декабря 2004 (3, 4, 5 сезоны) | Первый канал | Яна Чурикова | Лариса Синельщикова, Александр Файфман (1 сезон), Татьяна Фонина (2—6 сезоны), Юрий Аксюта                                                                                         | музыкальная программа, реалити-шоу                                                      |
| Цена любви                                                                                | 5 января 2004 — 27 июля 2005                                                                          | ТНТ | Юлианна Шахова | Александр Кессель | криминальная программа                                                                  |
| 12 негритят                                                                               | 1 марта — 29 апреля 2004                                                                              | ТНТ | Пётр Фадеев (позже — Эдуард Радзюкевич), Дмитрий Харатьян | Сергей Кушнерёв | реалити-шоу                                                                             |
| Стирка на миллион                                                                         | 12 апреля — 22 июля 2004                                                                              | Первый канал | Леонид Якубович | Лариса Синельщикова, Александр Любимов | телеигра                                                                                |
| Пан или пропал                                                                            | 20 сентября 2004 — 5 января 2005                                                                      | Первый канал | Николай Фоменко | Лариса Синельщикова, Александр Любимов, Сергей Кальварский | телеигра                                                                                |
| Прости!                                                                                   | 2 апреля — 21 мая 2005                                                                                | Первый канал | Андрей Разбаш | Андрей Разбаш | программа об извинениях со стороны людей, ток-шоу                                       |
| Большие гонки                                                                             | 25 сентября 2005 — 23 декабря 2007                                                                    | Первый канал | Дмитрий Нагиев | Лариса Синельщикова, Татьяна Фонина, Сергей Кальварский | спортивно-развлекательное шоу                                                           |
| Сердце Африки                                                                             | 6 ноября 2005 — 11 марта 2006                                                                         | Первый канал | Александр Домогаров | Сергей Кушнерёв | реалити-шоу                                                                             |
| Большой спор                                                                              | 17 февраля 2006 — 3 февраля 2007                                                                      | Первый канал | Дмитрий Нагиев | Лариса Синельщикова, Сергей Кальварский | развлекательная программа                                                               |
| Формула красоты                                                                           | 18 февраля — 3 июня 2006                                                                              | Первый канал | Екатерина Семёнова | Лариса Синельщикова, Татьяна Фонина | реалити-шоу                                                                             |
| Властелин горы                                                                            | 10 февраля — 12 мая 2007                                                                              | Первый канал, Новый канал | Евгений Плющенко, Андрей Доманский | Лариса Синельщикова, Татьяна Фонина, Сергей Кальварский | спортивная программа                                                                    |
| Минута славы                                                                              | 17 февраля — 26 мая 2007 (1 сезон)                                                                    | Первый канал | Гарик Мартиросян | Лариса Синельщикова, Сергей Кальварский | развлекательная программа, шоу талантов                                                 |
| Сенат                                                                                     | 20 октября 2007 — 26 декабря 2009                                                                     | Россия | Александр Любимов, с 2008 — Андрей Батурин | | общественно-политическая программа                                                      |
| Имя Россия                                                                                | 5 октября — 28 декабря 2008                                                                           | Россия | Александр Любимов | | общественно-политическая программа                                                      |

Также в 1990-е годы телекомпанией ВИD помимо вышеуказанного списка выпускались и некоторые другие программы, например: «ВИД-презент» (1993), «Максима» (1993), «Музыкальный час» (1992), «Ток-шоу», «Уимблдон-93», «Я почти знаменит» (1993)

### Программы, выпущенные совместно с другими телекомпаниями
| Название                    | Сопроизводитель                                                   | Годы выпуска                                               | Канал                                                                                           | Ведущий                                                                                       | Жанр                                                         |
| --------------------------- | ----------------------------------------------------------------- | ---------------------------------------------------------- | ----------------------------------------------------------------------------------------------- | --------------------------------------------------------------------------------------------- | ------------------------------------------------------------ |
| Музыкальный лифт            | Молодёжная редакция ЦТ, коллектив программы «Взгляд»              | ноябрь 1987—1991                                           | Московская программа ЦТ, с 1991 — Первая программа ЦТ                                           | Андрей Комаров, Дмитрий Маматов                                                               | музыкальная программа                                        |
| Горячая десятка MTV         | MTV Europe                                                        | осень 1990 — весна 1994                                    | Первая программа ЦТ, 1-й канал Останкино                                                        | Александр Любимов, Василий Горчаков, коллектив программы Музыкальный лифт                     | музыкальная программа                                        |
| Взгляд                      | Студия «Публицист»                                                | 1994 — 1995                                                | 1-й канал Останкино                                                                             | Александр Любимов                                                                             | информационная программа                                     |
| Шоу-биржа                   | ЛИС’С                                                             | 5 октября 1990—1993                                        | 1-й канал Останкино, с 1 июня 1992 по 1993 год входила в передачу «Поп-магазин» на Пятом канале | Саша Турсунова                                                                                | музыкальное ток-шоу                                          |
| Матадор                     | Мастер-ТВ                                                         | 1992 — март 1995                                           | 1-й канал Останкино                                                                             | Константин Эрнст                                                                              | публицистическая программа, посвящённая культуре, кино, моде |
| Автошоу                     | ТВ-Новости, АПН                                                   | 7 октября 1992 — март 1995                                 | 1-й канал Останкино                                                                             | Николай Петров, Александр Пикуленко                                                           | тематическая программа (об автомобилях)                      |
| Человек недели              | Студия «Публицист», РГТРК «Останкино»                             | 16 октября 1992—1993                                       | 1-й канал Останкино                                                                             | Андрей Черкизов, Елена Саркисян                                                               | ток-шоу                                                      |
| L-клуб                      | студия L-клуб                                                     | 1 сентября 1993 — 21 ноября 1997                           | РТР                                                                                             | Леонид Ярмольник                                                                              | телеигра, развлекательная программа                          |
| Акулы пера                  | АО «МузОбоз», АО «Диск-канал»                                     | 8 января 1995 — 21 декабря 1998, 4 сентября 1999           | ТВ-6                                                                                            | Илья Легостаев                                                                                | музыкальное ток-шоу                                          |
| Партийная зона              | АО «МузОбоз», АО «Диск-канал»                                     | 17 сентября 1995 — 19 июля 1998                            | ТВ-6                                                                                            | Лера Ленюк, Отар Кушанашвили                                                                  | музыкальная программа                                        |
| Территория ТВ-6             | Взгляд ЛТД                                                        | 16 октября 1995 — 15 мая 1999                              | ТВ-6                                                                                            | Александр Политковский                                                                        | публицистическая программа                                   |
| МузОбоз                     | ПЦ «Музобоз», МНВК                                                | 1995 — 2000                                                | ОРТ, с 1997 — ТВ-6                                                                              | Иван Демидов, с 1996 — соведущие Отар Кушанашвили и Лера Кудрявцева                           | музыкальная программа                                        |
| Диск-канал                  | АО «Музобоз», АО «Диск-канал»                                     | 1996 — 29 июня 2001                                        | ТВ-6                                                                                            | около 30 ведущих, среди которых были Илья Легостаев, Анфиса Чехова и другие                   | музыкальная программа                                        |
| Акулы политпера             | АО «Музобоз», Продюсерский центр молодёжных программ              | 20 октября 1997 — 25 декабря 1998                          | ТВ-6                                                                                            | Алексей Говорухин                                                                             | молодёжно-политическая программа                             |
| Чердачок Фруттис            | Пилот ТВ                                                          | 1997 — 1999                                                | ОРТ, ТВ-6                                                                                       | Братья Пилоты                                                                                 | развлекательная программа                                    |
| Академия собственных Ашибок | Пилот ТВ, Проект «Другие реформы»                                 | 1999                                                       | М1                                                                                              | Братья Пилоты                                                                                 | развлекательно-политическая программа                        |
| Последний герой             | Путевые советы, ООО «Последний герой»                             | 17 ноября 2001 — 27 декабря 2004 (с перерывами, 5 сезонов) | Первый канал                                                                                    | Сергей Бодров-младший, Дмитрий Певцов, Николай Фоменко, Александр Домогаров, Владимир Меньшов | реалити-шоу                                                  |
| Крылья                      | Крылья-Медиа                                                      | 5 декабря 2001 — 21 августа 2005                           | Первый канал                                                                                    | Андрей Разбаш                                                                                 | программа об авиации                                         |
| Русская рулетка             | Общество Открытых Окон, Columbia Tristar International Television | 2 апреля 2002 — 28 июня 2003                               | Первый канал                                                                                    | Валдис Пельш                                                                                  | телеигра                                                     |
| Гарем                       | 1+1                                                               | 6 сентября — 8 ноября 2002                                 | СТС                                                                                             | Алёна Свиридова и Алина Кабаева                                                               | реалити-шоу                                                  |
| Клуб путешественников       | Клуб кинопутешествий                                              | 19 октября 2002 — 5 октября 2003                           | Первый канал                                                                                    | Юрий Сенкевич                                                                                 | познавательная программа                                     |
| Пан или пропал              | Endemol                                                           | 20 сентября 2004 — 5 января 2005                           | Первый канал                                                                                    | Николай Фоменко                                                                               | телеигра                                                     |
| Прости!                     | Крылья-Медиа                                                      | 2 апреля — 21 мая 2005                                     | Первый канал                                                                                    | Андрей Разбаш                                                                                 | программа об извинениях со стороны людей, ток-шоу            |
| Большие гонки               | Первый канал, Катапульта Продакшн, Мистраль Продуксьон (Франция)  | 25 сентября 2005 — 23 декабря 2007                         | Первый канал                                                                                    | Дмитрий Нагиев                                                                                | спортивная программа                                         |
| Сердце Африки               | Первое поле                                                       | 6 ноября 2005 — 11 марта 2006                              | Первый канал                                                                                    | Александр Домогаров                                                                           | реалити-шоу                                                  |
| Властелин горы              | Первый канал, Мистраль Продуксьон (Франция)                       | 10 февраля — 12 мая 2007                                   | Первый канал                                                                                    | Евгений Плющенко                                                                              | спортивная программа                                         |
| Минута славы                | Сохо Продакшн                                                     | 17 февраля 2007 — 26 мая 2007                              | Первый канал                                                                                    | Гарик Мартиросян                                                                              | развлекательная программа, шоу талантов                      |
| Король ринга                | Катапульта Продакшн                                               | 15 апреля — 10 июня 2007                                   | Первый канал                                                                                    | Владимир Познер, Кирилл Набутов                                                               | спортивно-развлекательное шоу                                |
| Сенат                       | Первое поле                                                       | 20 октября 2007—2008                                       | Россия                                                                                          | Александр Любимов, с 2008 — Андрей Батурин                                                    | общественно-политическая программа                           |

### Программы дочерних предприятий
| Название программы                              | Производитель                                                  | Дата выпуска                      | Канал(ы)         | Ведущий(е) | Жанр                                     |
| ----------------------------------------------- | -------------------------------------------------------------- | --------------------------------- | ---------------- | --- | ---------------------------------------- |
| Парад парадов                                   | Студия «Эксперимент», РГТРК «Останкино»                        | 1993—1997                         | Пятый канал      | Владимир Леншин | музыкальная программа                    |
| Обоzzz-шоу                                      | МНВК, Музобоз                                                  | 25 сентября 1998 — 4 февраля 2000 | ТВ-6             | Отар Кушанашвили, Лера Кудрявцева | музыкальная программа                    |
| Непутёвые заметки                               | ООО «Путевые советы»                                           | 12 мая 2002 — настоящее время     | ОРТ/Первый канал | Дмитрий Крылов | познавательная программа                 |
| Большой Куш                                     | ООО «Общество открытых окон», творческая мастерская «Студия-А» | 2 сентября — 6 ноября 2002        | СТС              | Отар Кушанашвили | ток-шоу                                  |
| Большой взрыв                                   | Крылья-Медиа                                                   | 2003—2004                         | Первый канал     | Андрей Разбаш | программа о достижениях науки и техники  |
| Прости!                                         | Крылья-Медиа                                                   | июль 2005                         | Первый канал     | Андрей Разбаш | программа об извинениях со стороны людей |
| Нет проблем! (Всё решим с доктором Курпатовым!) | Крылья-Медиа, Сохо Продакшн                                    | 15 мая — 30 декабря 2005          | Домашний         | Андрей Курпатов | психологическое ток-шоу                  |
| Крылья Отчизны                                  | Крылья-Медиа                                                   | 2005—2006                         | Звезда           | Андрей Разбаш | программа об авиации                     |
| Фабрика звёзд                                   | Техностайл                                                     | 11 марта — 1 июля 2006 (6 сезон)  | Первый канал     | Яна Чурикова | музыкальная программа, реалити-шоу       |
| Контрольная закупка                             | Сохо Продакшн                                                  | 11 сентября 2006 — 16 января 2008 | Первый канал     | Антон Привольнов | познавательная программа                 |
| Большие гонки                                   | Катапульта Продакшн                                            | 2005 — 2007                       | Первый канал     | Дмитрий Нагиев | спортивно-развлекательное шоу            |
| Имя Россия                                      | Первое поле, ВГТРК                                             | 5 октября — 28 декабря 2008       | Россия           | Александр Любимов | познавательная программа                 |
| Прямой эфир с Савиком Шустером                  | Первое поле                                                    | 6 — 13 ноября 2011                | РБК              | Савик Шустер | общественно-политическое ток-шоу         |
| По секрету всему свету                          | ООО «Путевые советы»                                           | 21 апреля 2018 — настоящее время  | Россия-1         | Марк Богатырёв, Ольга Кузьмина, Евгений Папунаишвили, Михаил Тарабукин, Полина Лазарева, Виталий Кудрявцев, Иван Чуйков, Юрий Тарасов | познавательная программа                 |
| В кругу друзей                                  | ООО «Путевые советы»                                           | 9 сентября 2023 — настоящее время | Россия-1         | Дмитрий Шепелев, Ольга Кузьмина | ток-шоу о знаменитостях и их питомцах    |

## Документалистика, выпущенная телекомпанией ВИD

### Документалистика собственного производства
| Название                                | Годы выпуска | Канал                  | Ведущий / закадровый голос                                                                 | Тип                                                                                   |
| --------------------------------------- | ------------ | ---------------------- | ------------------------------------------------------------------------------------------ | ------------------------------------------------------------------------------------- |
| Мисс Пресса СССР                        | 1991         | ЦТ                     |                                                                                            | фильм                                                                                 |
| Человек в чёрном. Памяти Виктора Цоя    | 1991         | ЦТ                     |                                                                                            | фильм                                                                                 |
| Чечня. Начало войны                     | 1996         | ОРТ                    | Александр Любимов                                                                          | фильм                                                                                 |
| Сны о войне                             | 1996         | ОРТ                    | Александр Любимов                                                                          | фильм                                                                                 |
| Влад. Прошёл год                        | 1996         | ОРТ                    |                                                                                            | фильм, снятый к годовщине со дня гибели Владислава Листьева                           |
| Новый год в Чечне                       | 1997         | ОРТ                    |                                                                                            | фильм                                                                                 |
| Солдаты любви                           | 1997         | ОРТ                    |                                                                                            | фильм                                                                                 |
| Дембельский альбом                      | 1999         | ОРТ                    |                                                                                            | фильм                                                                                 |
| Гибель парома «Эстония»                 | 2000         | ТВ-6                   | Анастасия Козлова                                                                          | фильм (показан 7 мая 2000 года в рамках эфирного времени программы «Скандалы недели») |
| Рынок рабов                             | 2000         | ОРТ                    | Дмитрий Кончаловский, голос — Армен Джигарханян                                            | фильм                                                                                 |
| Братья                                  | 2002         | Первый канал           | Алексей Неклюдов                                                                           | документальный фильм о братьях Кличко                                                 |
| Снежный человек. Русский след           | 2003         | Первый канал           | Игорь Вознесенский                                                                         | фильм                                                                                 |
| Последняя жертва наркома Ежова          | 2003         | Первый канал           | Игорь Китаев                                                                               | фильм                                                                                 |
| Охотники за уликами                     | 2003         | Первый канал           |                                                                                            | фильм                                                                                 |
| Последний герой. Исполнение желаний     | 2003         | Первый канал           | Николай Фоменко                                                                            | фильм-итог о судьбах участников трёх сезонов «Последнего героя»                       |
| Playboy. История свободы                | 2003         | НТВ                    | Алексей Колган                                                                             | фильм                                                                                 |
| Гиблое место                            | 2003         | Первый канал           |                                                                                            | фильм                                                                                 |
| Собачья работа                          | 2004         | Первый канал           |                                                                                            | фильм                                                                                 |
| Полигон                                 | 2004         | Первый канал           |                                                                                            | фильм                                                                                 |
| Предсказатель Анго                      | 2004         | Первый канал           |                                                                                            | фильм                                                                                 |
| Фабрика звёзд. Перед стартом            | 2004         | Первый канал           |                                                                                            | фильм о создании четвёртого сезона «Фабрики звёзд»                                    |
| Спиваков. 300 лет одиночества           | 2004         | Первый канал           | Алексей Петров, Александр Кознов                                                           | фильм                                                                                 |
| Таёжная Лолита                          | 2004         | Первый канал           | Наталья Суслова, Кирилл Плетнер                                                            | фильм                                                                                 |
| Лекарство от рака                       | 2004         | Первый канал           | Владимир Вихров                                                                            | фильм                                                                                 |
| О чём говорят животные                  | 2005         | Первый канал           |                                                                                            | фильм                                                                                 |
| Большой Иван из города Кизляр           | 2005         | Первый канал           | Игорь Вознесенский                                                                         | фильм                                                                                 |
| Девушка из страны глухих                | 2005         | Первый канал           |                                                                                            | фильм                                                                                 |
| Русское счастье                         | 2005         | Первый канал           |                                                                                            | фильм                                                                                 |
| Осетровая война                         | 2005         | Первый канал           | Павел Шеремет                                                                              | фильм                                                                                 |
| Православные чудеса                     | 2005         | Первый канал           |                                                                                            | фильм                                                                                 |
| Знаменитые артисты, двойники и аферисты | 2006         | Первый канал           | Павел Шеремет                                                                              | фильм                                                                                 |
| Мадам и снежный человек                 | 2006         | Первый канал           | Нина Тобилевич                                                                             | фильм                                                                                 |
| Моя мама Анка-пулемётчица               | 2006         | Первый канал           |                                                                                            | фильм                                                                                 |
| История одного чуда                     | 2007         | Первый канал           | Владимир Вихров                                                                            | фильм                                                                                 |
| Игорь Кваша. Точка отсчёта              | 2008         | Первый канал           |                                                                                            | документальный фильм                                                                  |
| Невероятные истории про жизнь           | 2008         | Первый канал           | Игорь Кваша, Мария Шукшина, Елена Соловьева и Дмитрий Полонский (перевод иностранной речи) | сериал                                                                                |
| Памяти Игоря Кваши                      | 2012         | Первый канал           |                                                                                            | документальный фильм                                                                  |
| Есть такая буква!                       | 2015         | Первый канал           | Леонид Якубович                                                                            | документальный фильм о передаче «Поле чудес»                                          |
| Это касается каждого                    | 2017         | Первый канал           | Александр Галибин, Максим Шарафутдинов (закадровый голос)                                  | документальный цикл о героях программы «Жди меня»                                     |
| Телефон Бога — 103                      | 2020         | YouTube-канал ВИDgital |                                                                                            | документальный фильм, посвящённый врачам                                              |

### Документалистика, выпущенная совместно с другими телекомпаниями
| Название            | Сопроизводитель             | Годы выпуска               | Канал        | Ведущий          | Тип    |
| ------------------- | --------------------------- | -------------------------- | ------------ | ---------------- | ------ |
| Если завтра на Марс | Клуб кинопутешествий        | 2003                       | Первый канал | Юрий Сенкевич    | сериал |
| Цена любви          | Сохо Продакшн               | 5 января 2004—27 июля 2005 | ТНТ          | Юлианна Шахова   | сериал |
| Миротворец          | ООО «РОМУЛ», ООО «XXII ВЕК» | 2007                       | ТВ Центр     | Андрей Макаревич | фильм  |

## Фильмы собственного производства
| Название                                      | Режиссёр                                                | Год выпуска | Канал               | Жанр                    |
| --------------------------------------------- | ------------------------------------------------------- | ----------- | ------------------- | ----------------------- |
| Сухие и мокрые                                | Юрий Песьяков                                           | 1993        | 1-й канал Останкино | комедия                 |
| Звёздная ночь в Камергерском                  | Григорий Гурвич                                         | 1997        | РТР                 | мюзикл                  |
| Чехов и Ко                                    | Зиновий Ройзман, Дмитрий Брусникин, Александр Феклистов | 1998        | ТВ-6                | телесериал, экранизация |
| Карнавальная ночь 2, или Пятьдесят лет спустя | Эльдар Рязанов                                          | 2006        | Первый канал        | комедия / фильм-концерт |
| Пересуд                                       | Александр Франскевич-Лайе                               | 2022        | НТВ                 | телесериал              |

## Концерты
9 октября 1990 года в московском спорткомплексе «Олимпийский» прошёл концерт памяти Джона Леннона, организованный при непосредственном участии телекомпании.
В апреле 1991 года, совместно с Гариком Сукачёвым и фирмой «Фили» организовала концерт «Рок против террора» в ДС «Крылья Советов».
В 1991 и 1994 годах организовала два концерта «ВИD — АнтиСПИД. Музыка против СПИД’а» в спорткомплексе «Олимпийский».
В 1995 году телекомпания подписала контракт с группой «Аквариум», предусматривающий организацию концертов и широкую рекламную кампанию, в том числе и на телевидении. Однако контракт был расторгнут спустя месяц после подписания, но телекомпания подготовила к эфиру на ОРТ телеверсию концерта «Центр циклона».
Некоторое время телекомпания сотрудничала с концертной фирмой «Rise». В альянсе с фирмой для ОРТ были сделаны телеверсии концертов таких групп, как ДДТ, выступивших по случаю 20-летия в спорткомплексе «Олимпийский» 4 ноября 2000 года, и Мумий Тролль, выступивших в отреставрированном московском Гостином дворе 25 ноября 2000 года.
Также совместными усилиями при участии «Нашего радио» к эфиру на ОРТ готовился документальный фильм о прошедшем 19 и 20 августа на ипподроме в Раменском фестивале «Нашествие», однако замысел не был воплощён, несмотря на то, что фильм уже значился в программе передач и стал доступен для просмотра.
В арсенале телекомпании также предназначенные для показа по «Первому каналу» концерт группы «Машина времени» в спорткомплексе «Олимпийский», показанный 7 января 2003 года, и концерт Владимира Кузьмина с группой «Динамик», показанный в том же году.

## Награды
- В 1995 году программа «Поле чудес» получила премию «ТЭФИ» в номинации «Лучший ведущий развлекательной передачи» (Леонид Якубович)[51].
- В 1997 году программа «Угадай мелодию» получила премию «ТЭФИ» в номинации «Ведущий развлекательной программы» (Валдис Пельш).
- В 1999 году программа «Поле чудес» получила премию «ТЭФИ» в номинации «Ведущий развлекательной программы» (Леонид Якубович).
- В 2000 году программа «Серебряный шар. Возвращение Марины Цветаевой» получила премию «ТЭФИ» в номинации «Просветительская программа».
- В 2001 году программа «Жди меня» получила премию «ТЭФИ» в номинации «Ток-шоу».
- В 2002 году программа «Жди меня» получила премию «ТЭФИ» в номинации «Публицистическая программа».
- В 2002 году программа «Последний герой» получила премию «ТЭФИ» в номинации «Продюсер» (Сергей Кушнерёв).
- В 2003 году программа «Кресло» получила премию «ТЭФИ» в номинации «Ведущий развлекательной программы» (Фёдор Бондарчук).
- В 2003 году программа «Последний герой — 3» получила премию «ТЭФИ» в номинации «Режиссёр телевизионной программы» (Сергей Айрапетов, Михаил Баркан, Кирилл Пухонто, Дмитрий Иосифов).
- В 2003 году программа «Последний герой — 3» получила премию «ТЭФИ» в номинации «Оператор телевизионной программы» (Владимир Брежнев, Алексей Ганушкин).
- В 2005 году программа «Жди меня» получила премию «ТЭФИ» в номинации «Сценарист телевизионной программы» (Сергей Кушнерёв).
- В 2005 году программа «Последний герой. Супер игра» получила премию «ТЭФИ» в номинации «Режиссёр телевизионной программы» (Кирилл Пухонто).
- В 2006 году программа «Сердце Африки» получила премию «ТЭФИ» в номинации «Сценарист телевизионной программы» (Сергей Кушнерёв).
- В 2009 году проект «Невероятные истории про жизнь» получил премию «ТЭФИ» в номинации «Телевизионный документальный сериал».
- В 2018 году программа «Жди меня» получила премию «ТЭФИ» в номинации «Дневное ток-шоу».

## ВИD в Интернете
- 2 октября 1997 года начал работу официальный сайт телекомпании[52]. На нём можно было узнать последние новости, прочитать обо всех выпускавшихся на тот момент телепередачах ТК ВИD и т. д. С 2007 года сайт находился в разработке, о чём показывала надпись на главной странице. В то же время функционировал сайт телепередачи «Жди меня». В 2015 году сайт телекомпании возобновил свою работу, однако в 2017 году URL основного сайта стал зеркалом сайта «Жди меня».
- С 2007 года в социальной сети «ВКонтакте» работает множество групп на тему ВИD. Их участники занимаются поиском редких заставок и сбором новостей о телекомпании, делятся мыслями о логотипе, а также публикуют свои пародии на него.
- В сентябре 2017 года был запущен официальный канал телекомпании на видеохостинге YouTube[53]. На нём публикуются записи лучших программ за все годы её существования. Тогда же появилась страница «ВИDgital» в социальной сети Instagram[54], с 3 марта 2022 года — ВКонтакте и Telegram; помимо них, ВИDgital использует и YouTube-канал «Взгляд-30». С июля 2022 по январь 2023 года деятельность YouTube-канала ВИDgital ViD была приостановлена по неизвестным причинам. Спустя полгода после публикации последнего видео, 27 января телекомпания ВИD опубликовала на канале выпуск ток-шоу «Тема» от 4 января 1994 года с участием Михаила Жванецкого. В конце августа компания объявила о создании телеграм-канала своей интернет-газеты «Телескоп»[55], названной в честь одноимённой телепередачи. В течение сентября-октября 2023 года на YouTube-канал были выложены фрагменты своего архива, а также первый выпуск ток-шоу Владислава Листьева «Час Пик» от 30 мая 1994 года с участием Никиты Михалкова. С июля 2024 года контент телекомпании периодически публикуется на YouTube.
- В марте 2022 года был запущен официальный канал телекомпании на видеохостинге RUTUBE. На нём публикуются ранее выложенные на YouTube-канал видео телепрограмм и документальных фильмов, а с конца того же года — и новые записи. 25 декабря 2022 года телекомпания ВИD опубликовала на своём рутюб-канале игровой фильм собственного производства «Карнавальная ночь 2, или Пятьдесят лет спустя» в двух частях. По состоянию на февраль 2025 года телекомпания продолжает активно публиковать свои оцифровки на RUTUBE, премьерный показ которых состоялся на различных телеканалах не позднее декабря 2020 года.
- 18 ноября 2022 года телекомпания ВИD открыла свою страницу на контентной платформе Дзен. Основной её контент до лета 2024 года — фрагменты выпусков телепрограмм и документальных фильмов, которые опубликованы на рутюб-канале. Первоначально на данной платформе она изредка публиковала выпуски телепроектов, которые изначально не были выложены на RUTUBE. С июня 2024 года телекомпания ВИD публикует на Дзене полные записи своих проектов по случаю дня рождения или памяти личностей, которые принимали в них непосредственное участие или становились их героями. С января 2025 года помимо выпусков и фрагментов телепередач компания публикует записи в формате коротких вертикальных видео (шортсы).
- В сентябре 2024 года, после годичного перерыва, телекомпания ВИD возобновила деятельность в своей официальной группе ВКонтакте. С 9 сентября началась публикация выпусков своих телепроектов.

### Пародии
В 2009 — 2010 годах логотип и заставка 1990-х с шариком и вспышками превратились в глобальный интернет-мем, породивший огромное количество фотожаб и вариаций от них. Пользователи Интернета отметили схожесть мелодии с отбивкой перед смертельной битвой в игре Mortal Kombat.
В эти годы интернет-пользователи активно делают пародии и мультфильмы, в которых можно видеть оригинальные кадры заставки и логотип. Также различные варианты изображения маски часто используются для скримеров.
Когда о заставке телекомпании ВиД узнали на Западе, американцы придумали BND of Doom, совместив две самые «страшные» заставки — Viacom и ВиД. На голубом фоне под синтезаторную музыку появляется логотип Viacom и надпись «A Viacom Presentation»; когда текст «влетает» в экран, появляется страшное лицо ВиДа с языком, которое «разбивает» экран и громко кричит.
Пользователь YouTube с ником ViDot4854 сделал шуточный музыкальный клип про ВиДа под песню Stomp To My Beat и пародию на рекламу МТС.
Ещё один ютубер, под ником Drakonchik1989 (Денис Колобаев), выпускал короткометражные мультфильмы про телекомпанию, используя логотип как персонажа.